# Mark Dickson
Mark Dickson, né le 8 décembre 1959 à Tampa, est un joueur de tennis américain.

## Palmarès

### Titres en simple (2)
| No | Date       | Nom et lieu du tournoi                   | Catégorie | Dotation  | Surface    | Finaliste          | Score    |  |
| -- | ---------- | ---------------------------------------- | --------- | --------- | ---------- | ------------------ | -------- |  |
| 1  | 02-04-1984 | Tournoi de tennis de River Oaks, Houston |           | NC $      | NC         | Sammy Giammalva Jr | 6-3, 6-2 |  |
| 2  | 19-11-1984 | Grand Prix de Toulouse, Toulouse         |           | 100 000 $ | Dur (int.) | Heinz Günthardt    | 7-6, 6-4 |  |

### Finale en simple (1)
| No | Date       | Nom et lieu du tournoi | Catégorie | Dotation  | Surface         | Vainqueur     | Score              |  |
| -- | ---------- | ---------------------- | --------- | --------- | --------------- | ------------- | ------------------ |  |
| 1  | 14-03-1983 | Munich WCT, Munich     |           | 300 000 $ | Moquette (int.) | Brian Teacher | 1-6, 6-4, 6-2, 6-3 |  |

### Titres en double (4)
| No | Date       | Nom et lieu du tournoi                 | Catégorie | Dotation  | Surface      | Partenaire     | Finalistes                      | Score         |  |
| -- | ---------- | -------------------------------------- | --------- | --------- | ------------ | -------------- | ------------------------------- | ------------- |  |
| 1  | 01-11-1982 | Stockholm Open Stockholm               |           | 250 000 $ | Dur (int.)   | Jan Gunnarsson | Sherwood Stewart Ferdi Taygan   | 7-6, 6-7, 6-4 |  |
| 2  | 11-07-1983 | Tournoi de tennis US Pro Boston        |           | 200 000 $ | Terre (ext.) | Cássio Motta   | Hans Gildemeister Belus Prajoux | 7-5, 6-3      |  |
| 3  | 18-07-1983 | Sovran Bank Classic Washington         |           | 200 000 $ | Terre (ext.) | Cássio Motta   | Paul McNamee Ferdi Taygan       | 6-2, 1-6, 6-4 |  |
| 4  | 07-05-1984 | Tournoi de tennis de Florence Florence |           | 75 000 $  | Terre (ext.) | Chip Hooper    | Bernard Mitton Butch Walts      | 7-6, 4-6, 7-5 |  |

### Finales en double (5)
| No | Date       | Nom et lieu du tournoi                  | Catégorie  | Dotation  | Surface    | Vainqueurs                  | Partenaire    | Score         |  |
| -- | ---------- | --------------------------------------- | ---------- | --------- | ---------- | --------------------------- | ------------- | ------------- |  |
| 1  | 18-10-1982 | Fischer Grand Prix Vienne               |            | 100 000 $ | Dur (int.) | Henri Leconte Pavel Složil  | Terry Moor    | 6-1, 7-6      |  |
| 2  | 04-04-1983 | Tournoi de tennis de River Oaks Houston |            | NC $      | NC         | Kevin Curren Steve Denton   | Tomáš Šmíd    | 7-6, 6-7, 6-1 |  |
| 3  | 24-09-1984 | Seiko Super Tennis Honolulu             | Grand Prix | 100 000 $ | Dur (ext.) | Gary Donnelly Butch Walts   | Mike Leach    | 7-6, 6-4      |  |
| 4  | 08-10-1984 | Tournoi de tennis du Japon Tokyo        |            | 100 000 $ | Dur (ext.) | David Dowlen Nduka Odizor   | Steve Meister | 6-7, 6-4, 6-3 |  |
| 5  | 14-10-1985 | Swiss Indoor Championships Bâle         |            | 150 000 $ | Dur (int.) | Tim Gullikson Tom Gullikson | Tim Wilkison  | 4-6, 6-4, 6-4 |  |